# Holarrhena floribunda
Holarrhena floribunda là một loài thực vật có hoa trong họ La bố ma. Loài này được (G.Don) T.Durand & Schinz mô tả khoa học đầu tiên năm 1896.